# Tubod, Lanao del Norte
Tubod là một đô thị hạng 3 ở tỉnh Lanao del Norte, Philippines. Đây là thủ phủ Lanao del Norte. Theo điều tra dân số năm 2007, đô thị này có dân số 44.095 người.

## Các đơn vị hành chính
Tubod được chia ra 24 barangay.
| - Barakanas - Baris (Lumangculob) - Bualan - Bulod - Camp V - Candis - Caniogan - Dalama - Kakai Renabor - Kalilangan - Licapao - Malingao | - Palao - Patudan - Pigcarangan - Pinpin - Poblacion - Pualas - San Antonio - Santo Niño - Taden - Tangueguiron - Taguranao - Tubaran |